# Marco Perperna (cónsul 130 a. C.)
Marco Perperna (en latín, Marcus Perperna o Perpenna) fue un militar de la República romana, muerto en el año 129 a. C. Se dice de él que llegó a cónsul antes de ser ciudadano romano, puesto que Valerio Máximo dice de él que su padre fue condenado por la lex Papia después de la muerte de su hijo, acusado de haber usurpado los derechos de la ciudadanía romana sin justo título.

## Carrera
Nombrado pretor en 135 a. C., condujo la campaña contra los esclavos de Sicilia durante la primera guerra servil (135 a. C.-132 a. C.), recibiendo el honor de una ovación.
En 130 a. C. fue nombrado cónsul con Apio Claudio y enviado a Anatolia para sofocar el alzamiento de Aristónico, el cual había vencido el año anterior al cónsul Publio Licinio Craso Dives Muciano.
Perperna venció en el primer enfrentamiento, persiguiendolo y poniendo asedio a la ciudad de Estratonicea, donde se había refugiado. La ciudad se rindió por hambre, y Aristónico se vio forzado a entregarse a los romanos; Perperna no disfrutaría del triunfo al que se había hecho acreedor, pues murió al año siguiente cerca de Pérgamo, cuando regresaba a Roma.